# Karl von Vittinghoff
Freiherr Karl von Vittinghoff (* 1772 in Preßburg; † 28. Juli 1826 in Wien) war ein österreichischer Maler und Radierer sowie Direktor der Paar'schen Sammlung.

## Leben
Baron Vittinghoff soll dem westfälischen Geschlecht Vittinghoff entstammen. Seine Einbindung in die Familie ist bisher unbekannt.
Seine Ausbildung zum Künstler soll an der Wiener Akademie erfolgt sein. Er arbeitete dann auch in Wien, zeichnete und malte Landschaften mit Figuren und Tieren und radierte ähnliche Bilder in Kupfer. Er soll an die 280 Bilder geschaffen haben. Nagler rechnet diese „zu den schönsten Arbeiten dieser Art“.
Ab 1821 war er Direktor der fürstlich Paar'schen Kupferstichsammlung. 1826 wurde sein Assistent Johann Fischbach auch sein Nachfolger.

## Werke
Bekannt wurden insbesondere:
Serien
- Thierfabeln, 32 Blätter
- Thierstudien, 15 Blätter

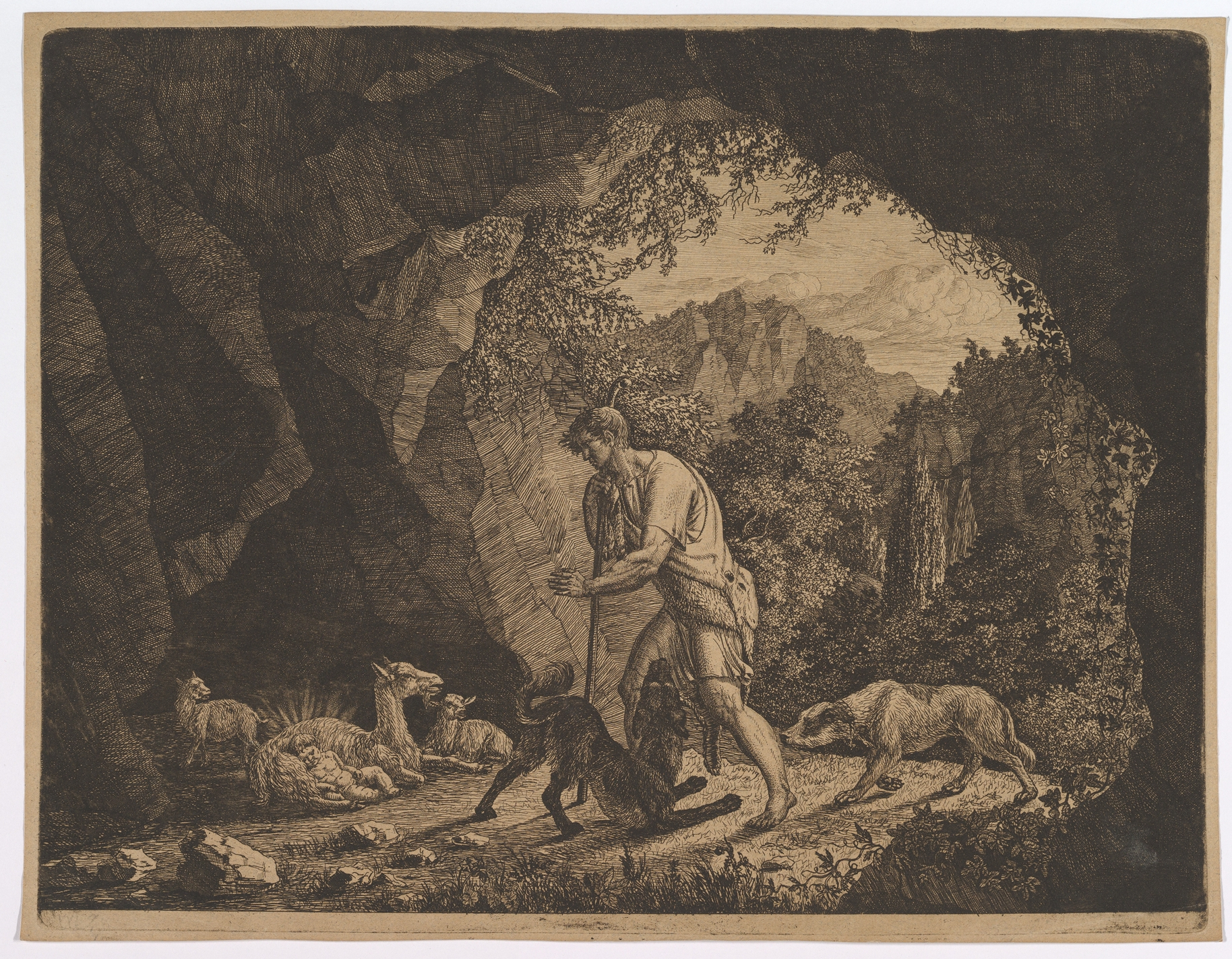
„Der Hirt findet Romulus bei den Ziegen“

- Landschaften und Viehstücke, 12 Blätter
- Landschaften nach J. Duvivier, 6 Blätter

Einzelstücke
- Der Hirt findet Romulus bei den Ziegen
- Nach rechts gekehrter, auf den Vorderfüssen liegender Stier
- Das Innere eines durch eine Laterne beleuchteten Stalles mit Schafen and einem Ochsen, daneben liegt ein Bauer
- Diana, ein Wasserhund
- Ein laufender Hühnerhund